# Liga de Ascenso 2010/11
Die Saison 2010/11 ist die zweite Spielzeit der im Vorjahr neu kreierten Liga de Ascenso, der zweiten Fußballliga Mexikos. Sie wird im Vergleich zum Vorjahr um eine Mannschaft aufgestockt und hat somit 18 Teilnehmer. Durch die Aufstockung entging der Guerreros FC dem Abstieg, spielte aber dennoch nur in der Vorrunde (Apertura 2010). Neu dabei sind der CF Indios, Absteiger aus der Primera División, sowie der Altamira FC, der im Vorjahr in der drittklassigen Segunda División spielte. Nicht mehr dabei ist der Aufsteiger des Vorjahres, Necaxa.

## Die Teilnehmer in der Saison 2010/11
Folgende 18 Mannschaften bestreiten die Saison 2010/11 in der Liga de Ascenso:
| Verein                     | Standort        | Filialteam von   |
| -------------------------- | --------------- | ---------------- |
| Alacranes de Durango       | Durango         | eigenständig     |
| Albinegros de Orizaba      | Orizaba         | eigenständig     |
| Altamira FC                | Altamira        | eigenständig     |
| CD Irapuato                | Irapuato        | eigenständig     |
| CD Veracruz                | Veracruz        | eigenständig     |
| CF La Piedad               | La Piedad       | eigenständig     |
| Club León                  | León            | eigenständig     |
| Club Tijuana               | Tijuana         | eigenständig     |
| Cruz Azul Hidalgo          | Jasso           | CD Cruz Azul     |
| Dorados de Sinaloa         | Culiacán        | eigenständig     |
| Guerreros FC               | Hermosillo      | eigenständig     |
| CF Indios                  | Ciudad Juárez   | eigenständig     |
| Lobos BUAP                 | Puebla          | Puebla FC        |
| Mérida FC                  | Mérida          | Monarcas Morelia |
| Potros Neza                | Nezahualcóyotl  | CF Atlante       |
| Pumas Morelos              | Cuernavaca      | UNAM Pumas       |
| UAT Correcaminos           | Ciudad Victoria | eigenständig     |
| Universidad de Guadalajara | Guadalajara     | eigenständig     |

## Liguillas der Apertura 2010

### Viertelfinale
|                          | Gesamt |                         | Hinspiel | Rückspiel |
| ------------------------ | ------ | ----------------------- | -------- | --------- |
| Albinegros de Orizaba    | 2:0    | Indios de Ciudad Juárez | 1:0      | 1:0       |
| CD Irapuato              | 4:3    | Alacranes de Durango    | 2:0      | 2:3       |
| Tiburones Rojos Veracruz | 2:1    | Lobos de la BUAP        | 1:1      | 1:0       |

Superlíder Tijuana kampflos.

### Halbfinale
Tijuana und Veracruz setzen sich jeweils aufgrund der mehr erzielten Punkte in der Punktspielrunde der Apertura 2010 durch.
|                       | Gesamt |                            | Hinspiel | Rückspiel |
| --------------------- | ------ | -------------------------- | -------- | --------- |
| Albinegros de Orizaba | 0:0    | Xoloitzcuintles de Tijuana | 0:0      | 0:0       |
| CD Irapuato           | 3:3    | Tiburones Rojos Veracruz   | 2:0      | 1:3       |

### Finale
|                          | Gesamt |                            | Hinspiel | Rückspiel |
| ------------------------ | ------ | -------------------------- | -------- | --------- |
| Tiburones Rojos Veracruz | 0:3    | Xoloitzcuintles de Tijuana | 0:2      | 0:1       |

Tijuana gewinnt die Apertura 2010.

## Liguillas der Clausura 2011
Irapuato setzt sich aufgrund der in der Liga mehr erzielten Punkte durch.

### Viertelfinale
|                        | Gesamt |                            | Hinspiel | Rückspiel |
| ---------------------- | ------ | -------------------------- | -------- | --------- |
| Dorados de Sinaloa     | 1:1    | CD Irapuato                | 0:0      | 1:1       |
| Cruz Azul Hidalgo      | 3:7    | Xoloitzcuintles de Tijuana | 2:2      | 1:5       |
| Correcaminos de la UAT | 1:2    | Potros Neza                | 1:1      | 0:1       |

Superlíder León kampflos.

### Halbfinale
|                            | Gesamt |             | Hinspiel | Rückspiel |
| -------------------------- | ------ | ----------- | -------- | --------- |
| Xoloitzcuintles de Tijuana | 3:0    | Club León   | 1:0      | 2:0       |
| Potros Neza                | 1:2    | CD Irapuato | 1:0      | 0:2       |

### Finale
|                            | Gesamt |             | Hinspiel | Rückspiel |
| -------------------------- | ------ | ----------- | -------- | --------- |
| Xoloitzcuintles de Tijuana | 1:2    | CD Irapuato | 1:1      | 0:1       |

Irapuato gewinnt die Clausura 2011.

## Aufstiegsfinale
Im Aufstiegsfinale stehen sich der Meister der Apertura (Tijuana) und der Clausura (Irapuato) gegenüber:

### Hinspiel
| CD Irapuato                                           | CD Irapuato | Club Tijuana | Club Tijuana |
| ----------------------------------------------------- | --- | --- | ------------ |
| CD Irapuato                                           | \| 18. Mai 2011 in Irapuato (Estadio Sergio León Chávez) \| \| Ergebnis: 0:0 \| \| Zuschauer: 33.000 \| \| Schiedsrichter: César Ramos \| | \| 18. Mai 2011 in Irapuato (Estadio Sergio León Chávez) \| \| Ergebnis: 0:0 \| \| Zuschauer: 33.000 \| \| Schiedsrichter: César Ramos \| | Club Tijuana |
| CD Irapuato                                           | Adrián Martínez – Gerardo Gómez (73. Javier Saavedra), Francisco Razo, Gandhi Vega, Margarito González – Arturo Alvarado, Jorge Manrique, Cuauhtémoc Blanco, José Luis López (64. Luis Valdés) – José Gutiérrez (74. Esteban González), Ariel González Cheftrainer: Ignacio Rodríguez | Leonín Pineda – Juan Carlos Núñez, Alejandro Molina (67. Javier Yacuzzi), Javier Gandolfi, Miguel Almazán – Joshua Ábrego, Gerardo Galindo, Fernando Santana – Richard Ruiz, Raúl Enríquez (84. Armando Pulido), Luis Orozco (74. Mauro Gerk) Cheftrainer: Joaquín del Olmo | Club Tijuana |
| CD Irapuato                                           | Gerardo Gómez, Gandhi Vega, Jorge Manrique, Cuauhtémoc Blanco | Gerardo Galindo, Joshua Abrego | Club Tijuana |
| 18. Mai 2011 in Irapuato (Estadio Sergio León Chávez) | | |              |
| Ergebnis: 0:0                                         | | |              |
| Zuschauer: 33.000                                     | | |              |
| Schiedsrichter: César Ramos                           | | |              |

#### Rückspiel
| Club Tijuana                               | Club Tijuana | CD Irapuato | CD Irapuato |
| ------------------------------------------ | --- | --- | ----------- |
| Club Tijuana                               | \| 21. Mai 2011 in Tijuana (Estadio Caliente) \| \| Ergebnis: 2:1 (2:1) \| \| Zuschauer: 33.000 \| \| Schiedsrichter: Óscar Macias \| | \| 21. Mai 2011 in Tijuana (Estadio Caliente) \| \| Ergebnis: 2:1 (2:1) \| \| Zuschauer: 33.000 \| \| Schiedsrichter: Óscar Macias \| | CD Irapuato |
| Club Tijuana                               | Leonín Pineda – Javier Gandolfi (63. Miguel Almazán), Joshua Ábrego, Alejandro Molina, Joe Corona – Gerardo Galindo, Félix Ayala (72. Juan Carlos Núñez), Richard Ruiz – Javier Yacuzzi, Mauro Gerk (60. Luis Orozco), Raúl Enríquez Cheftrainer: Joaquín del Olmo | Adrián Martínez – Margarito González, Jorge Manrique, Gandhi Vega, Juan Carlos Arellano – Gerardo Gómez, Efraín Cruz (33. José Luis López), Ariel González (55. Alejandro Castillo), Arturo Alvarado (75. Jonathan Miramontes) – Luis Valdés, José Gutiérrez Cheftrainer: Ignacio Rodríguez | CD Irapuato |
| Club Tijuana                               | 1:0 Joe Corona (28.) 2:0 Mauro Gerk (31.) | 2:1 Alejandro Molina (37., ET) | CD Irapuato |
| Club Tijuana                               | Félix Ayala, Gerardo Galindo | Efraín Cruz, Luis Valdés, Gandhi Vega | CD Irapuato |
| 21. Mai 2011 in Tijuana (Estadio Caliente) | | |             |
| Ergebnis: 2:1 (2:1)                        | | |             |
| Zuschauer: 33.000                          | | |             |
| Schiedsrichter: Óscar Macias               | | |             |

Tijuana steigt in die erste Liga auf.

## Tabellen 2010/11
Die zweite mexikanische Fußballliga wird zwar als Rundenturnier ausgetragen (alle teilnehmenden Mannschaften stehen sich zweimal pro Saison in einem Heim- und Auswärtsspiel gegenüber), doch wird nicht die Gesamtsaisontabelle zur Kürung des Meisters und späteren Aufsteigers herangezogen, sondern es werden zwei Meisterschaften pro Halbsaison (Apertura und Clausura) ausgetragen und die Meister (nach US-amerikanischem Vorbild) in Liguillas ermittelt.

### Gesamtjahrestabelle 2010/11
| Pl. | Verein                | Sp. | S  | U  | N  | Tore    | Diff. | Punkte |
| --- | --------------------- | --- | -- | -- | -- | ------- | ----- | ------ |
| 1.  | Club Tijuana          | 33  | 18 | 10 | 5  | 042:250 | +17   | 64     |
| 2.  | CD Irapuato           | 33  | 18 | 6  | 9  | 051:380 | +13   | 60     |
| 3.  | Club León             | 33  | 17 | 8  | 8  | 056:370 | +19   | 59     |
| 4.  | CD Veracruz           | 33  | 14 | 11 | 8  | 043:320 | +11   | 53     |
| 5.  | CF Indios             | 33  | 14 | 7  | 12 | 046:470 | −1    | 49     |
| 6.  | Dorados de Sinaloa    | 33  | 12 | 11 | 10 | 044:470 | −3    | 47     |
| 7.  | Cruz Azul Hidalgo     | 33  | 11 | 13 | 9  | 043:340 | +9    | 46     |
| 8.  | Altamira FC           | 33  | 12 | 9  | 12 | 040:420 | −2    | 45     |
| 9.  | Albinegros de Orizaba | 33  | 11 | 10 | 12 | 036:320 | +4    | 43     |
| 10. | Lobos de la BUAP      | 33  | 12 | 6  | 15 | 049:470 | +2    | 42     |
| 11. | Alacranes de Durango  | 33  | 11 | 7  | 15 | 040:460 | −6    | 40     |
| 12. | UAT Correcaminos      | 33  | 10 | 9  | 14 | 039:390 | ±0    | 39     |
| 13. | Pumas Morelos         | 33  | 10 | 9  | 14 | 034:450 | −11   | 39     |
| 14. | Atlante UTN           | 33  | 10 | 8  | 15 | 036:460 | −10   | 38     |
| 15. | UdeG                  | 33  | 7  | 12 | 14 | 046:540 | −8    | 33     |
| 16. | CF La Piedad          | 33  | 7  | 12 | 14 | 035:490 | −14   | 33     |
| 17. | Mérida FC             | 33  | 6  | 11 | 16 | 030:480 | −18   | 29     |
| 18. | Guerreros FC          | 17  | 6  | 7  | 4  | 019:210 | −2    | 25     |

## Kreuztabelle Liga de Ascenso 2010/11
| 2010/11                | TIJ | IRA | León | CD Veracruz | IND | DOR | Cruz Azul Hidalgo | Altamira FC | Orizaba | LOB | Durango | UAT | Pumas Morelos | Potros Atlante UTN | UDG | La Piedad | Mérida | GUE |
| ---------------------- | --- | --- | ---- | ----------- | --- | --- | ----------------- | ----------- | ------- | --- | ------- | --- | ------------- | ------------------ | --- | --------- | ------ | --- |
| Club Tijuana           |     | 2:1 | 3:3  | 2:0         | 2:1 | 0:0 | 1:0               | 1:0         | 0:0     | 1:1 | 2:0     | 2:1 | 2:0           | 2:0                | 1:0 | 1:0       | 2:2    | –:– |
| CD Irapuato            | 2:0 |     | 1:2  | 0:1         | 0:2 | 1:0 | 2:1               | 3:2         | 2:2     | 1:0 | 0:2     | 2:0 | 2:0           | 2:1                | 3:4 | 2:1       | 2:2    | –:– |
| Club León              | 1:2 | 1:1 |      | 2:2         | 1:0 | 3:0 | 1:0               | 3:1         | 2:0     | 3:1 | 3:1     | 4:0 | 3:2           | 1:1                | 2:0 | 1:1       | 1:0    | 2:3 |
| CD Veracruz            | 1:0 | 0:0 | 1:1  |             | 3:4 | 2:1 | 1:1               | 3:1         | 0:1     | 1:0 | 2:2     | 0:0 | 2:2           | 3:0                | 0:0 | 2:0       | 2:1    | –:– |
| CF Indios              | 1:0 | 1:2 | 1:0  | 1:0         |     | 0:2 | 1:1               | 2:1         | 2:1     | 1:0 | 1:2     | 1:2 | 3:3           | 3:2                | 2:1 | 2:0       | 3:2    | 5:1 |
| Dorados de Sinaloa     | 2:2 | 0:4 | 1:1  | 3:2         | 2:0 |     | 1:0               | 0:0         | 2:1     | 2:1 | 2:1     | 2:2 | 2:0           | 2:1                | 2:2 | 2:0       | 2:0    | –:– |
| Cruz Azul Hidalgo      | 1:2 | 0:0 | 2:1  | 1:2         | 1:1 | 4:2 |                   | 1:1         | 0:0     | 0:1 | 0:0     | 2:2 | 1:0           | 2:0                | 3:1 | 1:1       | 5:1    | –:– |
| Altamira FC            | 1:0 | 1:2 | 1:0  | 0:1         | 2:2 | 1:0 | 0:0               |             | 1:3     | 2:2 | 2:1     | 1:1 | 3:0           | 2:1                | 2:0 | 1:0       | 2:0    | –:– |
| Albinegros de Orizaba1 | 0:1 | 0:1 | 0:0  | 1:1         | 1:0 | 2:3 | 1:1               | 0:1         |         | 0:0 | 1:0     | 0:1 | 2:0           | 0:1                | 2:2 | 3:1       | 2:1    | 2:1 |
| Lobos de la BUAP       | 1:2 | 3:1 | 2:3  | 0:1         | 2:0 | 4:0 | 2:4               | 0:1         | 2:1     |     | 0:1     | 2:1 | 1:1           | 4:1                | 2:0 | 2:2       | 2:1    | –:– |
| Alacranes de Durango   | 0:2 | 2:3 | 2:0  | 2:2         | 1:1 | 3:1 | 0:1               | 4:2         | 1:0     | 2:4 |         | 0:2 | 1:2           | 1:0                | 2:1 | 0:1       | 1:1    | –:– |
| UAT Correcaminos       | 1:1 | 3:1 | 1:2  | 1:0         | 4:0 | 1:1 | 0:0               | 2:1         | 0:0     | 4:1 | 3:0     |     | 2:0           | 1:1                | 2:3 | 0:1       | 0:2    | 0:1 |
| Pumas Morelos          | 1:2 | 1:1 | 0:2  | 2:1         | 0:0 | 2:1 | 1:2               | 1:2         | 1:0     | 4:1 | 4:2     | 1:0 |               | 0:2                | 1:0 | 1:1       | 0:0    | 0:0 |
| Atlante UTN            | 1:2 | 0:1 | 4:2  | 1:0         | 3:1 | 1:1 | 3:2               | 3:1         | 1:5     | 1:0 | 0:1     | 1:0 | 1:2           |                    | 2:1 | 0:0       | 1:1    | 1:2 |
| UdeG                   | 1:1 | 1:2 | 1:0  | 1:3         | 3:1 | 2:2 | 1:2               | 1:1         | 1:2     | 3:3 | 0:0     | 2:1 | 1:1           | 1:1                |     | 2:2       | 6:0    | 2:2 |
| CF La Piedad           | 2:1 | 1:4 | 0:2  | 1:1         | 2:2 | 2:1 | 2:2               | 1:1         | 1:2     | 1:4 | 1:4     | 2:1 | 0:1           | 0:0                | 4:0 |           | 1:1    | –:– |
| Mérida FC              | 0:0 | 1:0 | 2:3  | 0:1         | 0:1 | 1:1 | 1:2               | 2:0         | 1:1     | 0:1 | 2:1     | 2:0 | 2:0           | 0:0                | 0:2 | 0:2       |        | 1:1 |
| Guerreros FC2          | 0:0 | 1:2 | –:–  | 0:2         | –:– | 1:1 | 1:0               | 2:2         | –:–     | 1:0 | 0:0     | –:– | –:–           | –:–                | –:– | 2:1       | –:–    |     |

Anmerkungen:
1 Orizaba durfte nur zwei Heimspiele im eigenen Estadio Socum austragen. Diese Spiele sind gelb markiert. Als Ausweichstätte diente, wie bereits im Vorjahr, das Estadio Pirata Fuente in Veracruz. Diese Spiele sind rot markiert. Ein Heimspiel wurde in Puebla ausgetragen. Dieses Spiel ist grün markiert.
2 Der Guerreros FC nahm nur an der Vorrunde (Apertura 2010) teil.

### Erläuterungen
1. ↑  Die 18 Mannschaften in der Liga de Ascenso 2010/11 (spanisch; abgerufen am 27. Mai 2010)
2. ↑  Wegen ihres zu kleinen Stadions, das die Kapazität von 15.000 gemäß den Anforderungen des Mexikanischen Verbandes nicht erreicht, wurde vor der Saison beschlossen, dass die Albinegros nur vier ihrer insgesamt 17 Heimspiele im eigenen Estadio Socum austragen dürfen. Für die restlichen 13 Heimspiele sollten sie, wie in der Vorsaison, nach Veracruz ins Estadio Luis de la Fuente ausweichen; vgl. vorstehenden Weblink (unter "Erläuterung 1"). Nachdem sie ihre ersten beiden Heimspiele gegen Cruz Azul Hidalgo (1:1) und Irapuato (0:1) im eigenen Estadio Socum ausgetragen hatten, trugen sie ihr drittes Heimspiel gegen La Piedad (3:1) im Estadio Cuauhtémoc von Puebla aus, bevor sie erstmals für ihr viertes Heimspiel gegen Tijuana (0:1) das Estadio Luis de la Fuente als Spielstätte nutzten; vgl. Archivierte Kopie (Memento vom 29. Juni 2012 im Webarchiv archive.today)
3. ↑  voller Name: Club Tijuana Xoloitzcuintles de Caliente
4. ↑  Die Guerreros wirkten nur in der Apertura 2010 (Hinrunde) mit.
5. ↑  Spitzname; der eigentliche Vereinsname lautet Atlante de la Universidad Tecnológico de Neza bzw. kurz Atlante UTN